# Haus Lüttinghof
Das Haus Lüttinghof (früher auch „Lüttinghoff“ geschrieben) ist eine Wasserburg in Gelsenkirchen. Sie steht im Stadtteil Hassel nördlich von Gelsenkirchen-Buer an der Stadtgrenze zu Marl, unweit des Marler Stadtteils Polsum. Die Niederungsburg wurde Anfang des 14. Jahrhunderts erbaut und ist das älteste Baudenkmal der Stadt. Anfang des 18. Jahrhunderts ließen die Herren von Nesselrode die Anlage im Stil des Barocks umgestalten und einen Ziergarten anlegen. Die Burgkapelle sowie die Wirtschaftsgebäude wurden im 20. Jahrhundert abgebrochen und anstelle der Vorburg bis 1991 ein moderner Neubau errichtet.

## Architektur und Baugeschichte

### Gesamtanlage

Schematischer Plan der Anlage; dunkelgrau: bestehende Gebäude, hellgrau:ehemalige Gebäude

Die Wasserburg liegt in der Nähe eines alten Handelsweges inmitten einer als Naturschutzgebiet ausgewiesenen Niederung mit über 300 Jahre alten Eichenbäumen. Die Gebäude der Anlage stehen auf einzelnen von breiten Gräften umgebenen Inseln, die durch steinerne Bogenbrücken miteinander verbunden sind. Der Zugang zur Vorburg erfolgt von Südwesten über eine Brücke. Voraus erhebt sich der Westflügel des Herrenhauses aus dem Wassergraben, der ihn von der Vorburg trennt. Südlich des Zuwegs liegt auf einer Halbinsel eine freie Rasenfläche, auf der bis 1974 eine Burgkapelle stand. Nördlich davon befindet sich anstelle der einstigen Wirtschaftsgebäude ein moderner dreiflügeliger Neubau. Von der Hoffläche der Vorburg führt eine weitere Brücke, von Pfeilern begleitet, auf den nahezu quadratischen Innenhof der Kernburg. Er wird im Süden und Westen von den rechtwinklig zueinander angeordneten Flügeln des Herrenhauses eingefasst. Der Eingang des Herrenhauses führt über eine Treppe am Westflügel ins erste Geschoss. Auf der gegenüberliegenden Seite des Innenhofs führt eine Brücke, die von zwei barocken Pfeilern mit aufgesetzten Vasen flankiert wird, zur langgestreckten Insel des ehemaligen Barockgartens. Vor der Brücke führt ein schmaler Weg auf eine Terrasse hinter dem Herrenhaus.

### Herrenhaus

#### Das Äußere
Das erste Gebäude entstand kurz vor 1308. Aus dieser Bauperiode sind die 1,65 Meter starken Außenmauern an den Gräftenseiten bis ins erste Geschoss erhalten. Dieses Bruchsteinmauerwerk war eine im Burggraben stehende fünf Meter hohe Umfassungsmauer mit einem Wehrgang, die einen 31,5 × 26 Meter großen Innenhof einschloss. Innerhalb der Mauer standen das Oberhaus (Südflügel) und das daran rechtwinklig angeschlossene Vorhaus (Westflügel), deren Außenmauern ebenfalls teilweise erhalten sind. Zu dieser Zeit bildete eine Durchfahrt des Westflügels, in einer Achse mit der Brücke der Vorburg, den Zugang zum Innenhof. Der Haupteingang ins Herrenhaus lag in der Gebäudeecke im Innenhof.

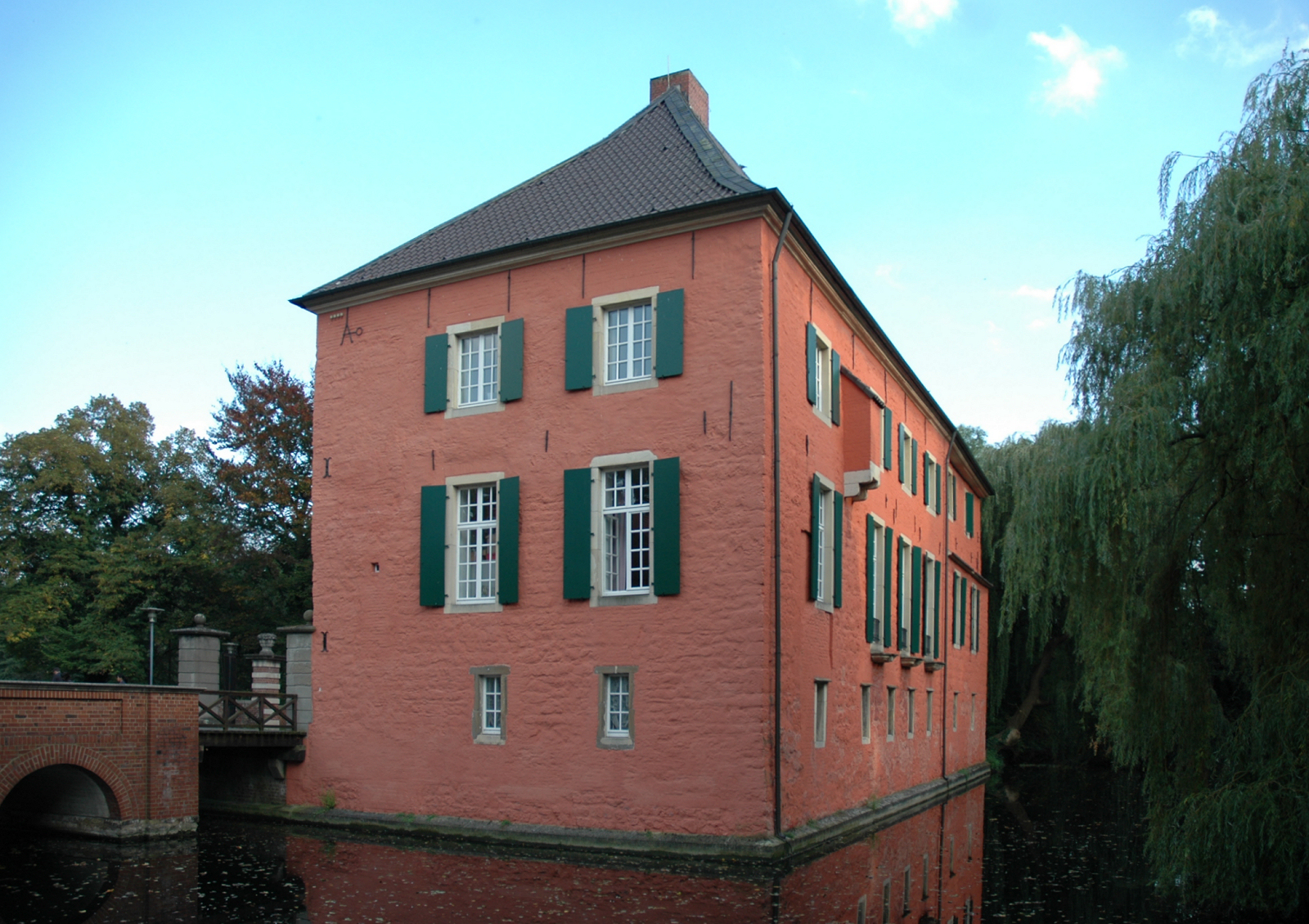
Das sogenannte Vorhaus von der Vorburgbrücke aus gesehen

1423 oder 1424 brannte die Burg ab. Teile der Außenmauern konnten bei dem baldigen Wiederaufbau genutzt werden. Der Südflügel wurde mit feinerem Mauerwerk um ein Geschoss erweitert. Der etwa 35 cm starke Fassadenabsatz erhielt ein Werksteingesims. Heute ist er mit Dachziegeln gedeckt. Im Kellergeschoss des Südflügels wurden Kreuzgewölbe mit Gurtbögen errichtet, die Tonnengewölbe des Westflügels konnten erhalten werden. Die unterschiedlich alten Gewölbe führten zu der Annahme, der Südflügel sei ein jüngerer Anbau des Westflügels.
Mitte des 16. Jahrhunderts wurde die Durchfahrt des Vorhauses zugemauert. Der Zugang zur Kernburg wurde an die Nordseite der Insel verlegt.
Zum Ende des 17. und zu Anfang des 18. Jahrhunderts kam zu größeren Umbauten. Einem Auftrag vom Juni 1690 an den Maurermeister Niklas Kamarck zufolge, sollte ein Bau „vom neuen Haus bis heraus zum Weyer hin“ mit einer 7,22 × 7,54 Meter messenden Kammer, einer Galerie und einer neuen Pforte errichtet werden. Ob, und wenn ja, wo genau der Bauauftrag ausgeführt wurde, ist unklar. In einer undatierten Auftragsbestätigung des gleichen Handwerkers sollte ein runder Turm aus Ziegelsteinmauerwerk abgebrochen und durch einen quadratischen Turm mit einer Kantenlänge von 5,65 Meter und vier Geschossen Höhe ersetzt werden. Bei diesen Turm handelt es sich wahrscheinlich um einen Treppenturm, der im Winkel der beiden Flügel stand. Bis 1692 wurden 100.000 Ziegelsteine für ein „neues Gebäude“ beschafft. Damit ist vermutlich der Ausbau des zweiten Geschosses des Westflügels um 1700 gemeint. Die Fenster im Untergeschoss wurden vergrößert und den neuen, regelmäßigen Fenstern im Obergeschoss axial angepasst. Unter den Fenstern wurden, möglicherweise schon um 1688, geschweifte Sohlbänke angebracht, im Obergeschoss ein von geschweiften Konsolen getragener Aborterker. Die Satteldächer mit drei Giebeln wurden von 1709 bis 1713 durch Walmdächer ersetzt. Dabei wurde vermutlich auch das Dachgesims angefügt. Die Außenwand des Westflügels zum Innenhof und die darunter befindlichen Gewölbe musste 1711 teilweise neu errichtet werden. 1713 wurde der Haupteingang ins Herrenhaus von der Gebäudeecke ein Stück nach Norden in den Westflügel, in eine Achse mit dem Barockgarten, versetzt. Die alte Umfassungsmauer im Nordwesten und Nordosten des Innenhofs wurde vermutlich 1714 abgetragen. Ein Auftrag an den Maurermeister Henrich Tutmann vom 20. Juli 1715 erwähnt drei Bögen im Innenhof. Dabei handelt es sich vermutlich um eine Loggia an der Nordwestseite des Innenhofs, die dem Bau vom Juni 1690 entsprechen könnte. Wegen der massiven, geschlossenen Bauweise blieb der Wehrcharakter der Anlage trotz der barocken Umbauten erhalten.
Der Treppenaufgang im Innenhof zum Eingang im ersten Geschoss wurde 1841 nach Plänen des Berliner Architekten C. Freyse neu gestaltet. Die Treppenführung im Innern wurde 1869/70 verändert.
Vermutlich führten Bergsenkungen zum Einsturz der nordöstlichen Ecke des Südflügels, die danach erneuert wurde.
Von 1988 bis 1991 wurde die Burg restauriert. Unter anderem wurde das Dach neu eingedeckt und die Außenwände gestrichen. Der Anstrich mit ziegelroter Mineralfarbe auf dünnem Schlämmputz erfolgte in Anlehnung an Farbreste des Mauerwerks im zweiten Geschoss des Vorhauses. Im Inneren wurden die Holzbalkendecken durch Stahlbeton entlastet, Zwischenwände abgerissen und eine neue Treppe installiert. Der Innenhof wurde neu gepflastert und neue Brücken aufgebaut.

#### Innenausstattung

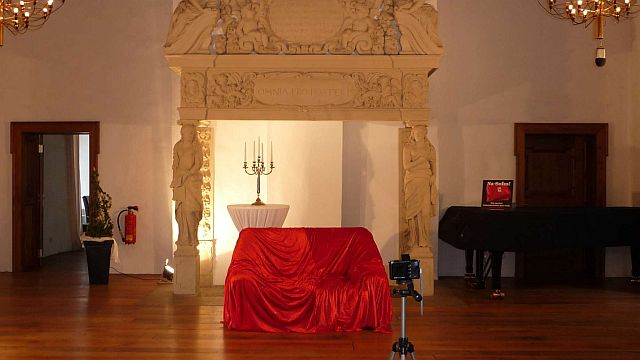
Nachbildung des barocken Kamins im Rittersaal

Der größte Teil der Innenausstattung kam ab der zweiten Hälfte des 19. Jahrhunderts nach Haus Havixbeck.
Ein Renaissance-Kamin von 1562 stand ursprünglich in der Herrenstube in der Nordwestecke des Vorhauses im ersten Geschoss. Er wurde zur Eheschließung des Burgherrn Reiner von Raesfeld mit Anna von der Lippe (genannt Hoen) aufgestellt und wird daher auch Hochzeitskamin genannt. Von zwei Säulen gehen Halbbögen aus, die den Kaminmantel tragen. Er ist oben und unten von Gesimsbändern abgeschlossen. Auffallend sind vor allem die vier weit vortretenden Köpfe. Die beiden Büsten auf der Frontseite lassen sich den Ehepartnern zuordnen. Zwischen ihnen befindet sich in der Mitte eine mit Rollwerk dekorierte Kartusche mit dem Spruch „Uf dusser stuffe sall men sprechen: Ehrbare wordt un va nemanz gebrechen. 1562.“ („In dieser Stube soll man sprechen: Ehrbare Worte und von Niemands’ Gebrechen. 1562.“)
Ein zweiter Kamin von 1688 stand im Rittersaal, in dem heute eine Nachbildung davon steht. Der Kamin stammt aus der Werkstatt des Johann Wilhelm Gröninger und ist in Baumberger Sandstein ausgeführt. Von Blüten geschmückte Lisenen und Karyatiden halten den Kaminmantel, der durch Faszien architraviert wird. Zwischen den horizontalen Balken wird eine Kartusche mit der Inschrift „OMNIA PRO POSTERIS“ („Alles für die Nachkommen“) von Roll- und Knorpelwerk sowie zwei Putten eingefasst. Über dem oberen Gebälk folgt ein gesprengter Schweifgiebel. In seiner Mitte befindet sich eine Kartusche, welche die Ämter und Titel des Burgherrn Johannes Wilhelm von Nesselrode aufzählt. Die Kartusche darüber zeigt das Wappen derer von Nesselrode. Beide Kartuschen werden von üppigen Voluten, Blütenornamentik und Putten umrankt. Den äußeren Abschluss bilden zwei Frauengestalten, die auf den geschwungenen Giebelstücken ruhen.

### Wirtschaftsgebäude

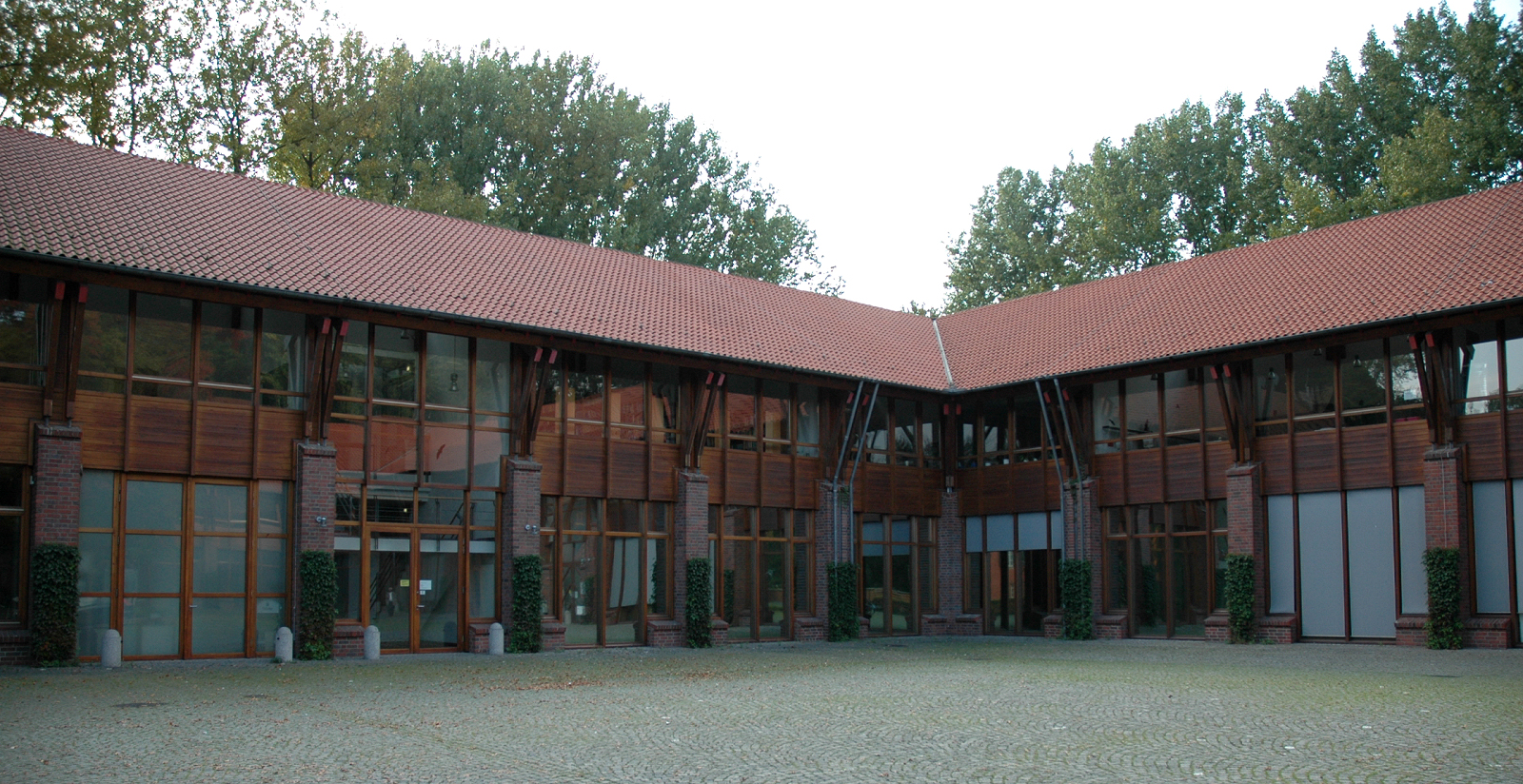
Der LWL ließ auf der Vorburginsel diesen modernen Neubau errichten.

Die drei Flügel der Wirtschaftsgebäude standen auf der Vorburginsel. Sie enthielten Erntekammern, Schmiede und Holzwerkstatt, Ställe für Kühe, Schweine und Pferde sowie Wohnräume für die Bediensteten. Der nordöstliche, weiß verputzte Ziegelstein- und Holzfachwerkbau mit Walmdach wurde 1725 erbaut. Das Gebäude hatte aber einen auf Eichenpfählen gegründeten Vorgängerbau aus Bruchsteinen. Im 19. Jahrhundert wurde es erneuert und 1948 um Wohnräume im Südosten erweitert. Im Nordwesten schloss sich im rechten Winkel eine langgestreckte Scheune an. Sie wurde im Zweiten Weltkrieg zerstört und danach wiederaufgebaut, brannte jedoch 1959 ab und wurde 1960/61 ein weiteres Mal neu errichtet. Der Scheune schloss sich der südwestliche Trakt aus Ziegelsteinen an. Er stammte aus dem Jahr 1838.
Die Wirtschaftsgebäude wurden 1987/88 abgebrochen und an ihrer Stelle ein großflächig verglaster Backsteinbau mit Holzbaugliedern errichtet. Der moderne Neubau orientiert sich am Grundriss der alten Vorburg und besteht wie diese ebenfalls aus drei Flügeln. Der Bau wirkt durch die niedrige Trauflinie des Satteldachs trotz seiner zwei Geschosse relativ niedrig gegenüber dem Herrenhaus. 1994 wurde er als „vorbildliches Bauwerk in Nordrhein-Westfalen“ ausgezeichnet.

### Mühlen
Unmittelbar im Südwesten der Burganlage mündet der Hasseler Mühlenbach in den Picksmühlenbach, der weiter als Rapphoffs-Mühlenbach nach Norden der Lippe zufließt. Die Bachläufe trieben 1671 zwei Kornmühlen, eine Ölmühle und eine Walkmühle an. 1691 wurde eine Bohr- und Schleifmühle erwähnt. Der aufgestaute Rapphoffs-Mühlenbach wurde ab 1716 auch zum Antrieb einer Papiermühle genutzt.
Nur von der Kornmühle neben dem Zugang zur Vorburg sind Reste erhalten. Sie wurde von 1718 bis 1721 neu erbaut. 1872 erhielt sie vom streng katholischen Müller die Türinschrift „Credo in unam sanctam ecclesiam et papam infallibilem“, in dem er sich zur Unfehlbarkeit des Papstes nach dem Ersten Vatikanischen Konzil bekannte. Deshalb wurde die Mühle als „Unfehlbarkeitsmühle“ bekannt. Im Frühjahr 1945 wurde sie bei Bombenangriffen zerstört. Ihre Fundamentreste und Mühlsteine erinnern an den Standort.

### Burgkapelle

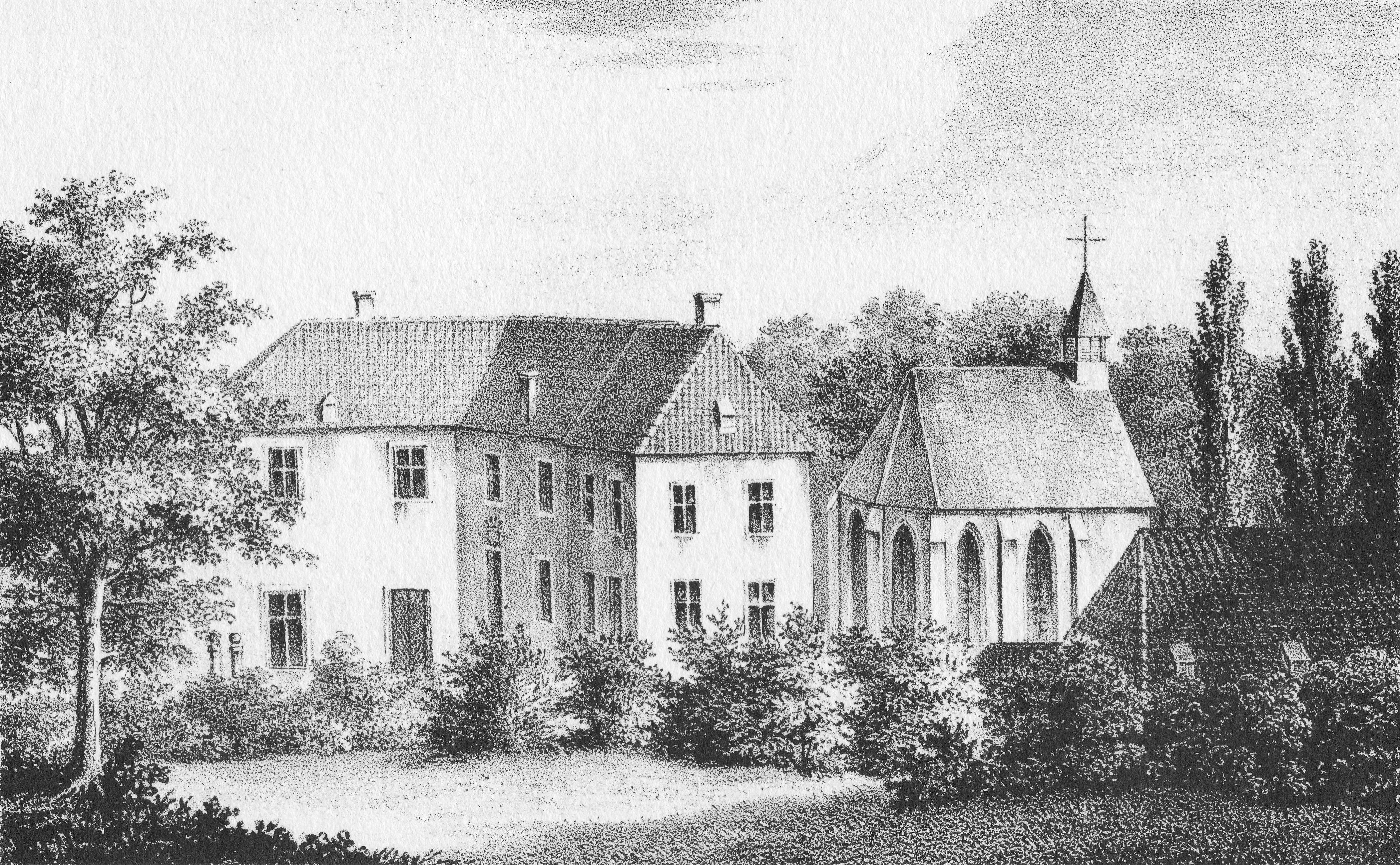
Eine Lithografie von 1837/40 zeigt Haus Lüttinghof mit der seinerzeit noch erhaltenen Burgkapelle.

Die Anerkennung der Ausstattung (Dotation) einer Kapelle seitens des Burgherrn Johann Stecke – datiert auf den 23. November 1379 – belegt erstmals eine dem Heiligen Antonius geweihte Burgkapelle auf Lüttinghof. Unklar bleibt, ob es sich dabei um einen Kapellenraum im Herrenhaus oder bereits um einen selbstständigen Bau handelte.
Die Baumaßnahmen der Kapelle um 1500 am heutigen Platz waren demnach entweder der erste Bau oder eine umfangreiche Erneuerung einer schon bestehenden Kapelle. Die Fundamente mussten 1516 erneuert werden. Der Backsteinbau war 13,65 Meter lang und 8,75 Meter breit. Der 3/8-Chorschluss lag im Nordosten. Sieben zweibahnige Spitzbogenfenster mit spätgotischem Fischblasen-Maßwerk und die dazwischen stehenden Strebepfeiler gliederten die Kapelle in der Vertikalen.
Um 1670 stiftete die Familie von Nesselrode den Altar, der einen niedrigeren ersetzte. Vermutlich wurde zu seiner Aufstellung das mittlere Chorfenster zugemauert. Das Schmuckwerk des Altars zeigte sowohl Stilformen der Renaissance als auch des Barocks. Aus der gleichen Zeit stammten die Kirchenbänke, die Wandverkleidung und ein Sakramentshäuschen. Die Chorschranken kamen aus der Engelsburg in Recklinghausen in die Kapelle.
Zwischen 1709 und 1717 wurde die Kapelle mehrmals repariert. Die Fundamente wurden erneuert, Giebel und Dachgebälk instand gesetzt. Das Dach wurde mit Moselschiefer neu eingedeckt und das renovierte Mauerwerk neu verputzt.
In der ersten Hälfte des 19. Jahrhunderts wurde die Giebelwand im Südwesten verändert. Eine Lithografie von 1837/1840 zeigt noch einen quadratischen Dachreiter aus Holz mit einer steilen Zeltspitze. Später wurde er durch einen von Kreuz und Hahn bewehrten Glockengiebel ersetzt.
Danach verfiel die Burgkapelle, bis sie 1974 wegen Baufälligkeit abgerissen werden musste. Auf der freien Rasenfläche ist ihr Grundriss mit Steinplatten nachgezeichnet.

### Gartenanlage
Anfang des 18. Jahrhunderts wurde nordöstlich der Burganlage ein etwa 90 × 183 Meter großer barocker Ziergarten angelegt. Er war nur über eine Brücke vom Herrenhaus aus zugänglich und von Gräften umflossen. 1705 wurde in der Mitte des Gartens ein mehrteiliger Schalenbrunnen (Kaskade) mit einem vierpassförmigen Überlaufbecken aufgestellt, das einen Durchmesser bis zu acht Metern aufwies. Um den Brunnen gruppierten sich nach einem Vertrag von 1713 vierzehn große Skulpturen. Von ihnen sind noch sieben etwa 2,10 Meter hohe Statuen aus Sandstein erhalten. Sie stellen Götter der griechischen und römischen Mythologie dar (Artemis, Aktaion, Bacchus, Flora, Pan, Herakles und eine wegen starken Verfalls nicht genauer zu bestimmende weibliche Gottheit, möglicherweise Daphne). Außerdem befanden sich  vier kleinere Skulpturen, zwölf Kaiserbüsten auf Postamenten, vier Obelisken und vier Sonnenuhren im Garten. Er ist – ebenso wie auch ein Nutzgarten mit Gemüse- und Kräuterbeeten sowie Obstbäumen im Süden der Burganlage – heute nicht mehr erhalten und wird als Weideland genutzt.

## Besitzergeschichte

### Mittelalter
Die älteste urkundliche Erwähnung von Haus Lüttinghof als castrum Luttekenhove datiert vom 28. August 1308. Es handelt sich um eine Lehnsurkunde zwischen dem Kölner Erzbischof Heinrich II. und Dietrich von Flerke. Die Familie von Flerke (auch von Vlerike) besaß im 13. Jahrhundert eine Burg an der Lippe bei Ahsen. Diese Burg an der Grenze des kurkölnischen Vestes Recklinghausen wurde 1287 im Zuge einer Fehde mit der Grafschaft Mark von Eberhard I. von der Mark zerstört. Kurz vor 1308 ließ Dietrich von Flerke in einer Niederung zwischen Gelsenkirchen-Buer und Polsum eine Wasserburg errichten. 1322 übernahm sein Sohn Dietrich (II.) von Lüttinghof die Burg und nannte sich ab 1332 Dietrich von Luttekenhove, also von Lüttinghof. Er gewann politischen Einfluss im Vest und wurde 1352 Amtmann in Recklinghausen und Dorsten. Sein Sohn Dietrich (III.) von Lüttinghof war ab 1361 Burgherr, starb aber 1376 ohne Nachkommen.
Sein Erbe war der Knappe Johann Stecke aus einer Familie des Landadels aus dem Herzogtum Kleve. Dessen Sohn Borchard II. Stecke nutzte die Burg als militärischen Stützpunkt für seine Fehden. Er hatte jedoch mit seiner Frau Elisabeth de Grave keinen männlichen Nachkommen.
Die Tochter Borchards II., Elisabeth Stecke, hatte 1430 Reiner von der Ruer geheiratet. Ihr gemeinsamer Sohn Godert von der Ruer wurde 1454 Herr von Haus Lüttinghof. Von ihm ist die sogenannte Kiliansfehde überliefert: Godert hatte im Sommer 1465, als in Essen die Kilianskirmes gefeiert wurde, heimlich 800 Stück Vieh von Essener Weiden nach Lüttinghof getrieben. In der nachfolgenden Fehde ließ er seine Bauern und Schützen aus Recklinghausen auf Lüttinghof Stellung nehmen und verteidigte die Burg gegen die Essener. Sein Sohn Burchard von der Ruer war ebenso kampfeslustig. Als Schnapphahn raubte er durchziehende Handelsreisende aus. Burchard war vermutlich kinderlos und löste das Lehnsverhältnis über die Burg 1513 auf.

### Frühe Neuzeit
Der Kölner Kurfürst Philipp II. von Daun belehnte daraufhin Reiner von Raesfeldt mit der Burg Lüttinghof. Sein Enkel hieß, wie schon der Sohn, ebenfalls Reiner. Er übernahm die Burg wahrscheinlich Mitte des 16. Jahrhunderts. Reiner wurde 1586 Statthalter im Vest Recklinghausen. Während der Reformation war er Fürsprecher des katholischen Erzbischofs und Kurfürsten Ernst von Bayern, der auch mehrmals zu Gast auf Lüttinghof war. Im Achtzigjährigen Krieg besetzten protestantische, niederländische Soldaten 1590 das Haus. Sie nahmen Reiner gefangen. Es folgte eine Belagerung der Burg und eine anschließende Schlacht mit 250 Toten. Doch erst nach Zahlung von 8000 Reichstalern gaben die Niederländer die Anlage wieder frei. Der Burgherr Reiner starb nach einem Jahr in holländischer Gefangenschaft. Seine Erbtochter Anna Clara von Raesfeld heiratete um 1593 Johann Heinrich Hugo Huyn von Amstenrath. 1603 erhielt er vom Kurfürsten die Burg als Lehen. Johann geriet in Geldnot und verkaufte das Anwesen 1615 für 4000 Reichstaler an Wilhelm von Nesselrode.
Wilhelm von Nesselrode folgten seine Söhne Bertram und Mathias als Besitzer. Danach herrschte Mathias’ Sohn, Johann Wilhelm von Nesselrode. Er starb 1693 als Domherr in Münster kinderlos. Sein Neffe, Mathias Johann Bertram Wilhelm von Nesselrode, übernahm die Burg. Er starb 1705, woraufhin seine Witwe Maria Louisa von Brabeck die Belehnung der gemeinsamen Töchter Sebastiana Anna Charlotte Johanna und Maria Antoinetta Theresia Felicitas beantragte. 1718 heiratete Sebastiana den Freiherrn Johann Rudolf Benedikt von Twickel zu Havixbeck. 1729 übernahm ihr gemeinsamer Sohn Clemens (I.) August von Twickel das Haus Lüttinghof.

### Bis in die Gegenwart

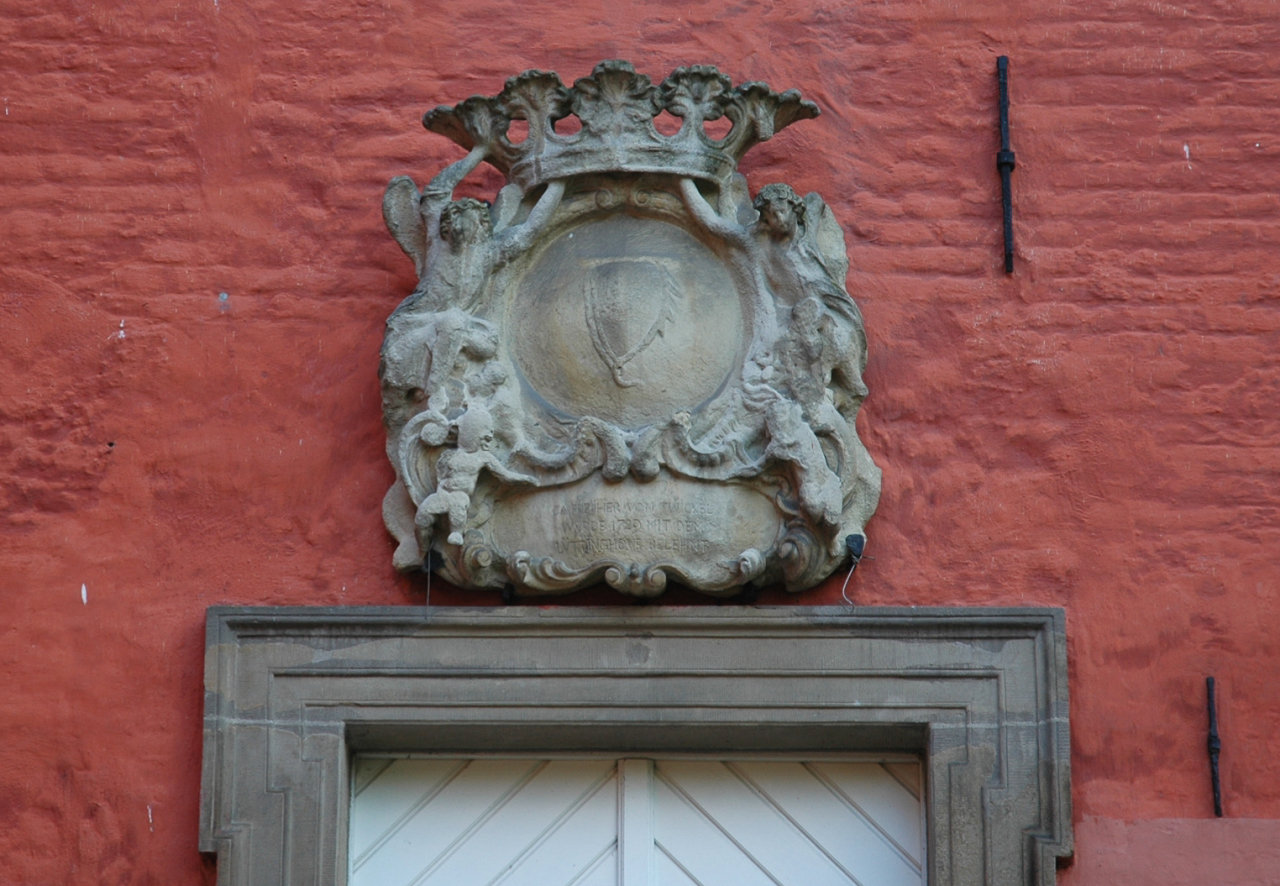
Wappen der Familie von Twickel über dem Eingang

Clemens (I.) August übertrug die Burg vermutlich vor seinem Tod 1792 an seinen 1755 geborenen Sohn Clemens (II.) August Maria von Twickel. Der Reichsdeputationshauptschluss hob die Lehnsherrschaft der kurkölnischen Erzbischöfe 1803 auf, und das Haus Lüttinghof wurde Eigentum von Clemens II. von Twickel. Er wohnte bis zu seinem Tod 1841, seine Nachkommen sogar noch bis in die 1890er Jahre im Herrenhaus. Das Familienwappen der von Twickel mit einem Kesselhaken als Motiv, ziert heute noch den Eingang des Herrenhauses. Nach dieser Familie bezog es ein Förster. In den 1970er Jahren diente die Burg als Erholungsheim für Ordensschwestern.
1976 veräußerte Clemens VI. von Twickel die Wasserburg an die Stadt Gelsenkirchen. Die Stadt übertrug sie 1986 an die Westfälisch-Lippische Vermögensverwaltungsgesellschaft des Landschaftsverband Westfalen-Lippe (LWL). Der LWL renovierte das Herrenhaus und ließ die Vorburg abreißen sowie an ihrer Stelle einen modernen Neubau errichten. Die Gebäude wurden am 20. September 1991 als zentrale Restaurierungswerkstatt für die Museen des westfälischen Museumsamtes in Trägerschaft des LWL eingeweiht. Es beheimatete sieben konservatorische und restauratorische Werkstätten (Holz und Möbel, Metall, Skulpturen, Gemälde, Textilien, Papier und Leder, Glas und Keramik), chemische Labors sowie Einrichtungen für Fotografie und Röntgenaufnahmen. Ihre Verwaltung war im Herrenhaus untergebracht. Zum 1. Januar 2004 wurde die Restaurierungswerkstatt aufgegeben, und die Räumlichkeiten werden seither als Büros und seit April 2005 auch als Schulungsräume für die beiden Gelsenkirchener Studienseminare, heute zusammengelegt als Zentrum für schulpraktische Lehrerausbildung (ZfsL), genutzt. Im Herrenhaus wurde von 2005 bis Ende 2010 eine Burggastronomie betrieben, in der auch regelmäßig Kammerkonzerte stattfanden.